# Kiritageri, Gadag
Kiritageri là một làng thuộc tehsil Gadag, huyện Gadag, bang Karnataka, Ấn Độ.